# Arne
Arne – wieś w Anglii, w hrabstwie Dorset, w dystrykcie (unitary authority) Dorset. Leży 28 km na wschód od miasta Dorchester i 162 km na południowy zachód od Londynu. W 2001 miejscowość liczyła 1344 mieszkańców.